# Grand Prix automobile du Mexique 1970
Résultats du Grand Prix automobile du Mexique de Formule 1 1970 qui a eu lieu sur le circuit de Mexico le 25 octobre 1970.

## Classement
| Pos  | N° | Pilote               | Écurie       | Tours | Temps/Abandon      | Grille | Points |
| ---- | -- | -------------------- | ------------ | ----- | ------------------ | ------ | ------ |
| 1    | 3  | Jacky Ickx           | Ferrari      | 65    | 1 h 53 min 28 s 36 | 3      | 9      |
| 2    | 4  | Clay Regazzoni       | Ferrari      | 65    | + 24 s 64          | 1      | 6      |
| 3    | 8  | Denny Hulme          | McLaren-Ford | 65    | + 45 s 97          | 14     | 4      |
| 4    | 12 | Chris Amon           | March-Ford   | 65    | + 47 s 05          | 5      | 3      |
| 5    | 6  | Jean-Pierre Beltoise | Matra        | 65    | + 50 s 11          | 6      | 2      |
| 6    | 19 | Pedro Rodriguez      | BRM          | 65    | + 1 min 24 s 76    | 7      | 1      |
| 7    | 20 | Jackie Oliver        | BRM          | 64    | + 1 tour           | 13     |        |
| 8    | 17 | John Surtees         | Surtees-Ford | 64    | + 1 tour           | 15     |        |
| 9    | 7  | Henri Pescarolo      | Matra        | 61    | + 4 tours          | 11     |        |
| Nc.  | 23 | Reine Wisell         | Lotus-Ford   | 56    | Non classé         | 12     |        |
| Abd. | 15 | Jack Brabham         | Brabham-Ford | 52    | Moteur             | 4      |        |
| Abd. | 1  | Jackie Stewart       | Tyrrell-Ford | 33    | Suspension         | 2      |        |
| Abd. | 9  | Peter Gethin         | McLaren-Ford | 27    | Moteur             | 10     |        |
| Abd. | 16 | Rolf Stommelen       | Brabham-Ford | 15    | Alimentation       | 17     |        |
| Abd. | 2  | François Cevert      | March-Ford   | 8     | Moteur             | 9      |        |
| Abd. | 14 | Graham Hill          | Lotus-Ford   | 4     | Surchauffe moteur  | 8      |        |
| Abd. | 11 | Jo Siffert           | March-Ford   | 3     | Moteur             | 16     |        |
| Abd. | 24 | Emerson Fittipaldi   | Lotus-Ford   | 1     | Moteur             | 18     |        |

Légende :
- Abd.=Abandon

## Pole position et record du tour
- Pole position : Clay Regazzoni en 1 min 41 s 86 (vitesse moyenne : 176,713 km/h).
- Tour le plus rapide : Jacky Ickx en 1 min 43 s 11 au 46e tour (vitesse moyenne : 174,571 km/h).

## Tours en tête
- Clay Regazzoni : 1 (1)
- Jacky Ickx : 64 (2-65)

## À noter
- 6e victoire pour Jacky Ickx.
- 46e victoire pour Ferrari en tant que constructeur.
- 46e victoire pour Ferrari en tant que motoriste.
- Dernier départ en Grand Prix pour Jack Brabham.